# Lesnoje (przystanek kolejowy w Petersburgu)
Lesnoje (ros. Лесное) – przystanek kolejowy w miejscowości Petersburg, w Rosji. Położony jest na linii dawnej Kolei Warszawsko-Petersburskiej.

## Historia
Przystanek zbudowano w 2008. Początkowo nosił nazwę 29 km (ros. 29 км). W 2015 zmieniono ją na obecną.